# Giacomo Daino
Giacomo Daino (o de' Daynis) (Mantova, 1480 circa – Mantova, 1560) è stato un giurista e archivista italiano.

## Biografia
Proveniente da una famiglia di parte guelfi e ghibelliniguelfa, terminati gli studi giuridici, intorno al 1520 entrò al servizio dei Gonzaga, signori di Mantova e di Isabella d'Este, venendo nominato archivista di corte.

## Opere
Nella sua opera Series cronologica Capitaneorum, Marchionum, ac Docum Mantuae, ad anni 1368 ad annum 1550, ricostrui, sulla base dei carteggi gonzagheschi, l'albero genealogico della famiglia Gonzaga.